# Jennifer Campeau
Pour les articles homonymes, voir Campeau.
Jennifer Campeau (née en 1973) est une femme politique canadienne, elle est élue à l'Assemblée législative de la Saskatchewan lors de l'élection provinciale de 2011 sous la bannière du Parti saskatchewanais dans la circonscription électorale de Saskatoon-Fairview. Réélu en 2016, elle démissionne en 2017.